# Adrian Diaconu
Adrian Diaconu (* 9. Juni 1978 in Ploiești) ist ein ehemaliger rumänischer Profiboxer und von Juli 2008 bis Juni 2009 WBC-Weltmeister im Halbschwergewicht.
Als Amateur gewann er unter anderem Bronze im Halbmittelgewicht bei den Weltmeisterschaften 1997 und Silber im Mittelgewicht bei den Weltmeisterschaften 1999. 2000 nahm er an den Olympischen Spielen teil und erreichte das Viertelfinale.

## Amateurkarriere
Adrian Diaconu gewann bereits 1996 eine Bronzemedaille im Weltergewicht bei den Junioren-Weltmeisterschaften in Havanna. Eine weitere Bronzemedaille gewann er 1997 im Halbmittelgewicht bei den Weltmeisterschaften in Budapest, wobei ihm unter anderem ein Sieg gegen Sergio Martínez gelungen war. Im Halbfinale war er gegen den späteren Weltmeister Alfredo Duvergel ausgeschieden. In derselben Gewichtsklasse gewann er dann auch eine Bronzemedaille bei den Europameisterschaften 1998 in Minsk. Er besiegte dabei unter anderem Károly Balzsay und unterlag im Halbfinale gegen Ercüment Aslan.
Im Mittelgewicht erreichte er bei den Weltmeisterschaften 1999 in Houston das Finale, wobei er sich auch gegen den Doppelweltmeister und Doppelolympiasieger Ariel Hernández, den olympischen Medaillengewinner Andrij Fedtschuk und den Vizeweltmeister Akın Kuloğlu durchgesetzt hatte. Beim Kampf um die Goldmedaille verlor er gegen Oʻtkirbek Haydarov.
Bei den Europameisterschaften 2000 in Tampere schied er im Viertelfinale aus, hatte aber in der Vorrunde den späteren Olympiasieger Gaidarbek Gaidarbekow geschlagen. Zudem siegte er bei der europäischen Olympiaqualifikation 2000 in Liverpool, wobei er im Halbfinale gegen Carl Froch und im Finale gegen Zsolt Erdei gewann. Er konnte daraufhin an den Olympischen Spielen 2000 in Sydney teilnehmen, wo er Abdelghani Kinzi und Jitender Kumar besiegte, ehe er im Viertelfinale gegen den späteren Olympiasieger Jorge Gutiérrez ausschied.

## Profikarriere
Adrian Diaconu startete seine Profilaufbahn in Kanada, wo er von Interbox promotet und von Pierre Bouchard sowie Stéphan Larouche trainiert wurde. Einer seiner Trainingspartner war der ebenfalls bei Interbox unter Vertrag stehende rumänische Boxer Lucian Bute.
Diaconu bestritt sein Profidebüt am 2. März 2001 in Montreal und blieb bis Juni 2009 in 26 Kämpfen ungeschlagen. Er wurde dabei im Juni 2005 Kanadischer Meister, im Dezember 2005 WBC-International-Champion und im März 2006 NABA-North American-Champion. Im Mai 2007 gewann er einen WBC-Ausscheidungskampf durch Technischen Knockout (TKO) gegen den US-Amerikaner Rico Hoye, welcher im März 2005 beim Kampf um den IBF-Weltmeistertitel gegen Clinton Woods unterlegen war.
Am 19. April 2008 boxte er um die Interims-Weltmeisterschaft der WBC im Halbschwergewicht gegen den bis dahin ungeschlagenen US-Amerikaner Chris Henry und siegte einstimmig nach Punkten. Als sich der amtierende WBC-Weltmeister Chad Dawson jedoch bis Juli keiner zugesagten Titel-Verteidigung stellte, wurde diesem der Titel aberkannt und Diaconu am 11. Juli 2008 zum regulären WBC-Weltmeister ernannt.
Diaconu, vom Ring Magazine bereits unter den Top 10 der Weltrangliste geführt, verlor jedoch seine erste Titel-Verteidigung am 19. Juni 2009 nach Punkten gegen den Kanadier Jean Pascal und verlor auch den Rückkampf im Dezember 2009 nach Punkten.
Nach einem Sieg gegen Omar Sheika im Oktober 2010 bestritt er am 21. Mai 2011 in Montreal seinen letzten Profikampf, den er nach Punkten gegen Chad Dawson verlor.